# Telekamery 2018
Telekamery 2018 – nominacje dwudziestego pierwszego plebiscytu Telekamery „Tele Tygodnia” za rok 2017 dla postaci i wydarzeń telewizyjnych. Nominacje ogłoszono 11 grudnia 2017. Nagrody zostały przyznane w 11 kategoriach podczas gali, która odbyła się 12 lutego 2018 roku w Arkadach Kubickiego Zamku Królewskiego w Warszawie.

## Kategorie
Opracowano na podstawie materiału źródłowego.

### Aktorka

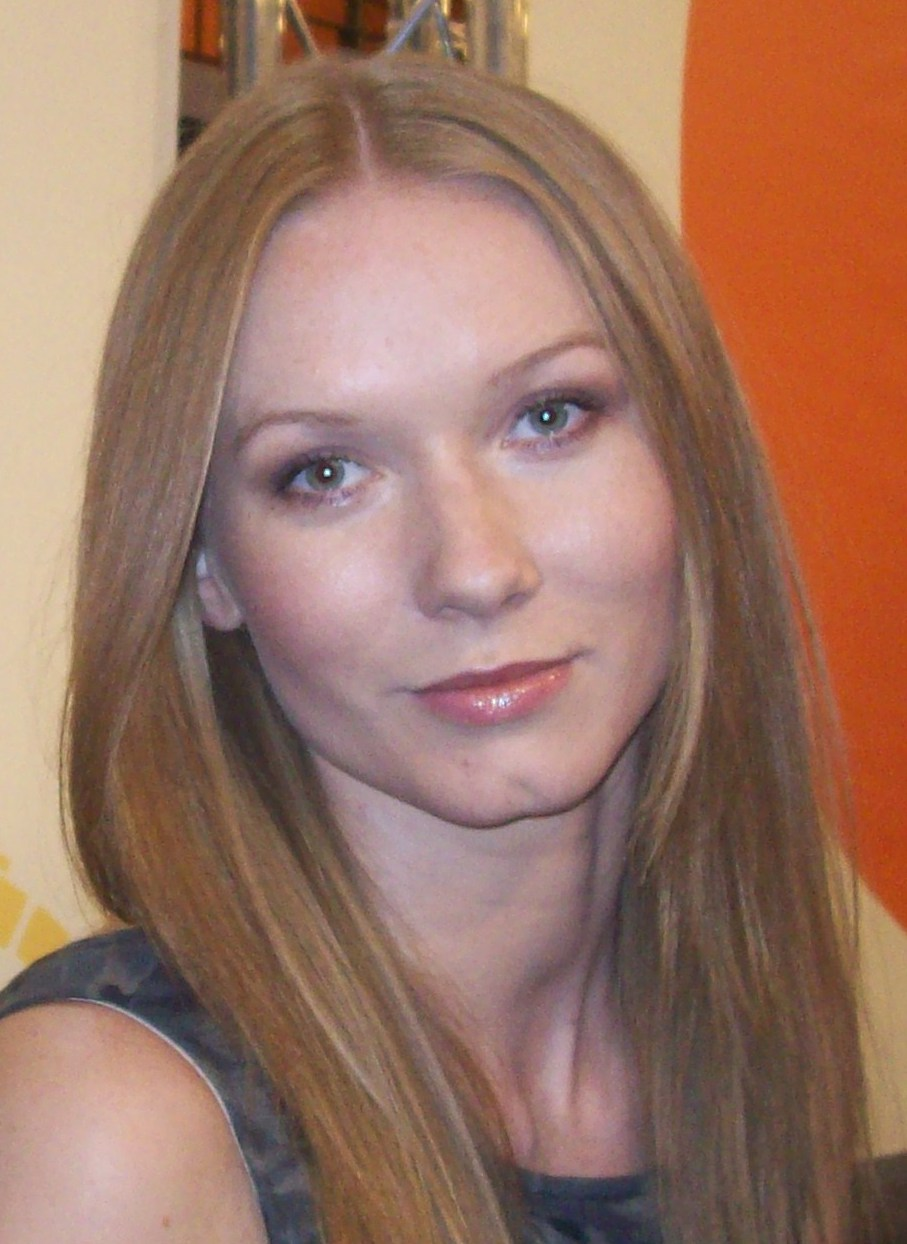
Katarzyna Dąbrowska
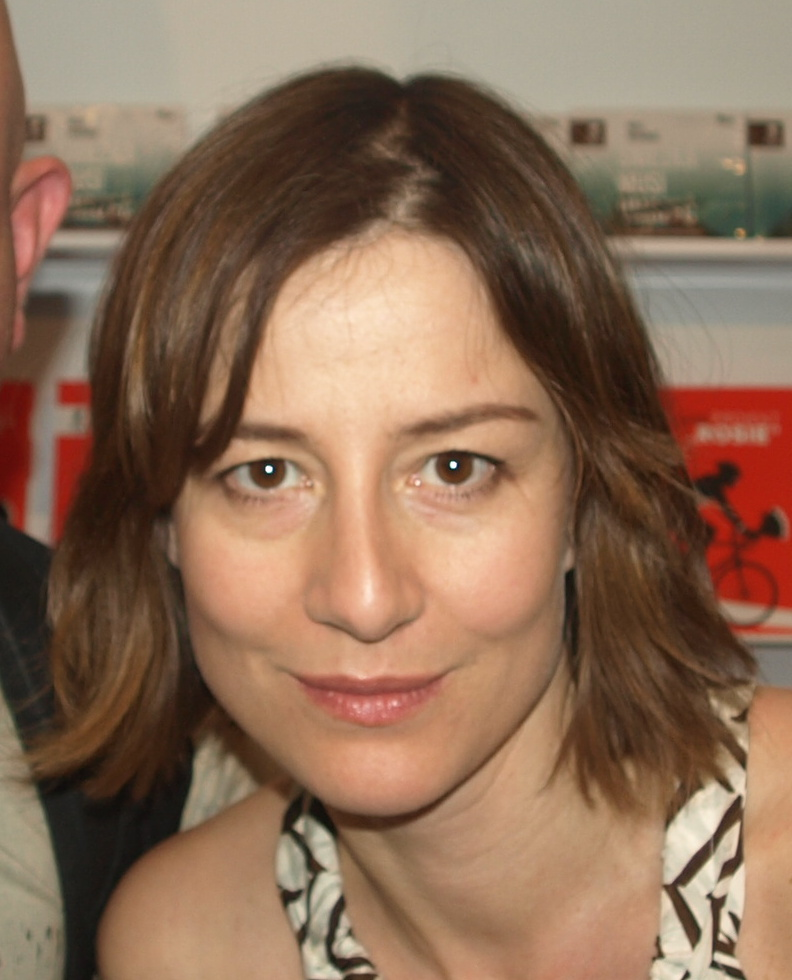
Maja Ostaszewska
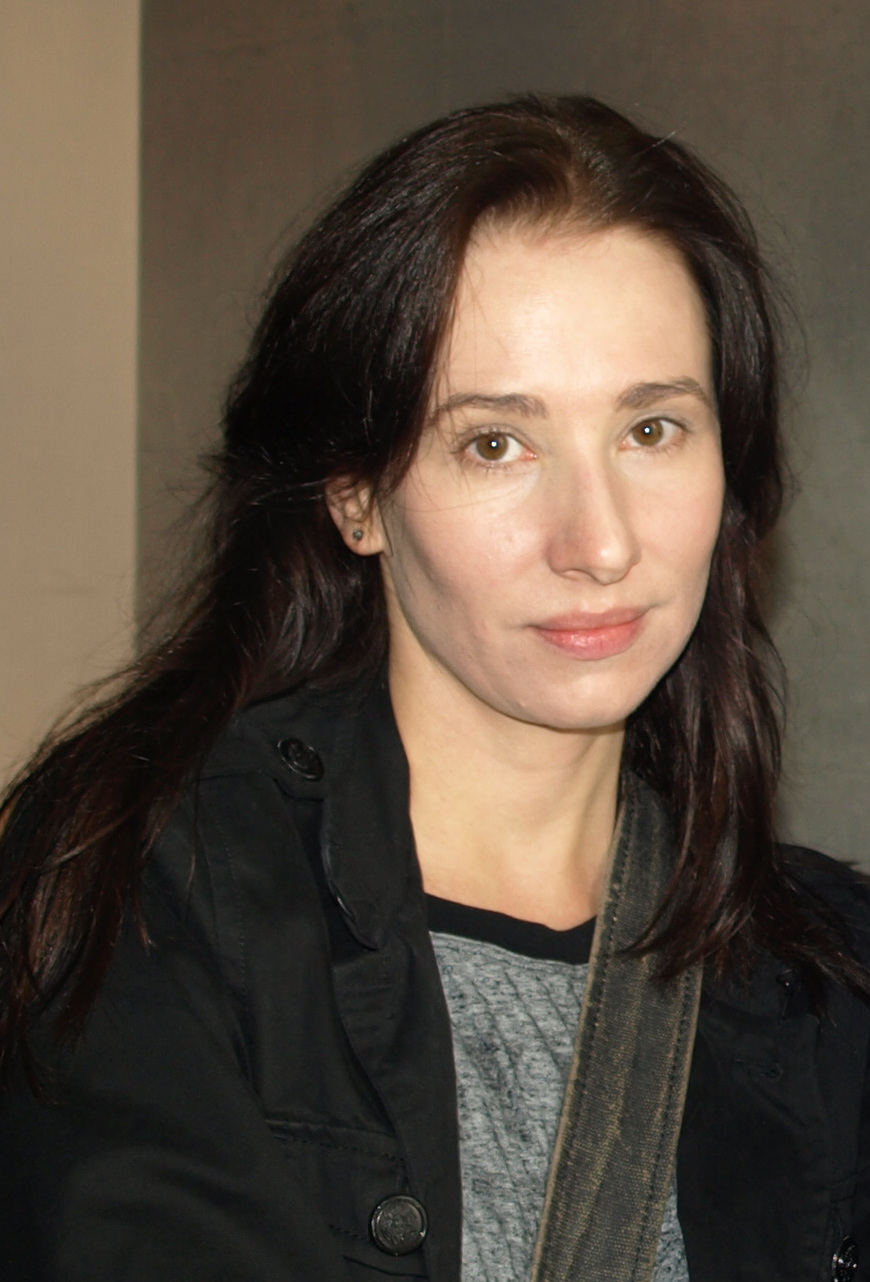
Aleksandra Popławska
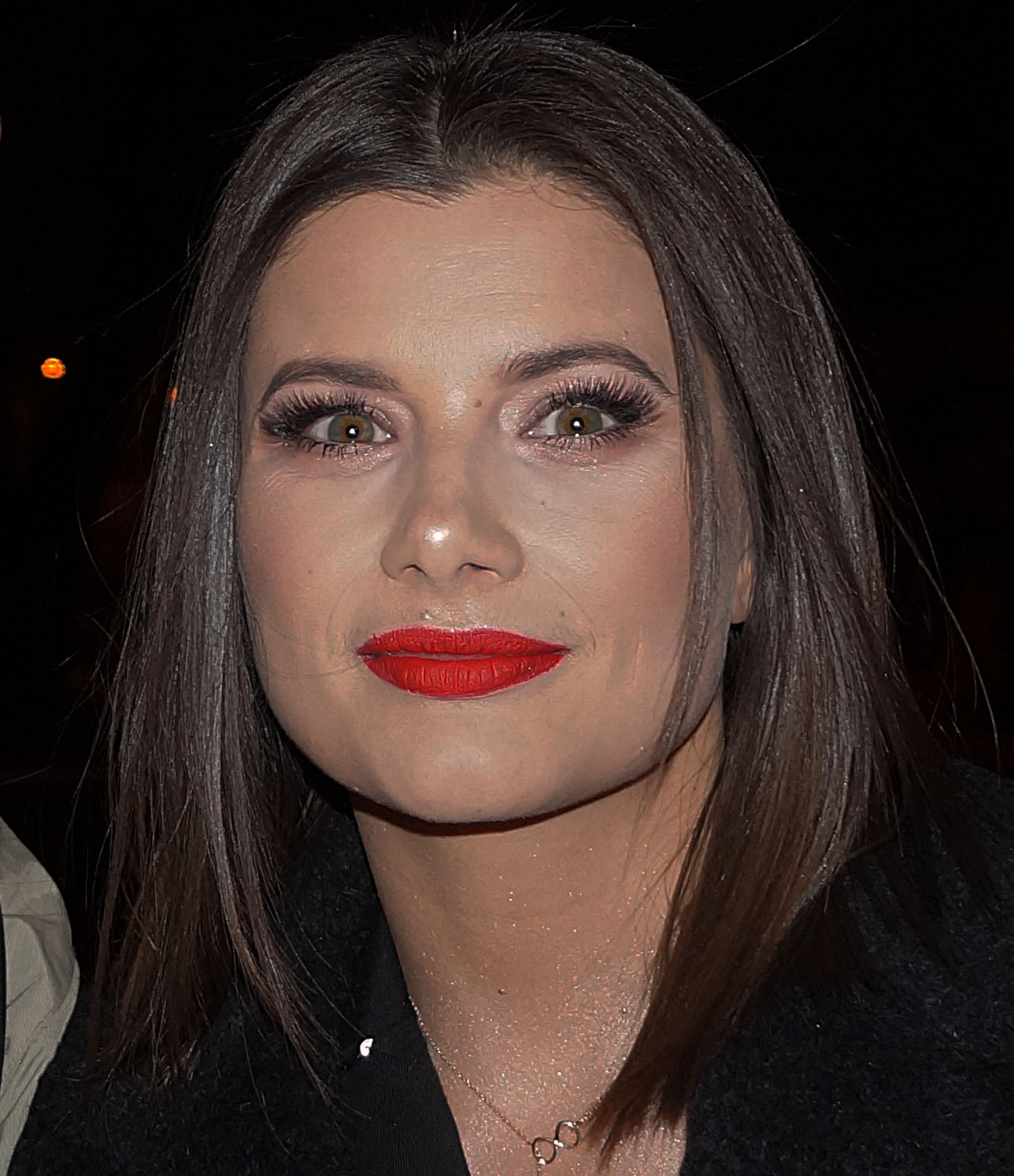
Agnieszka Sienkiewicz
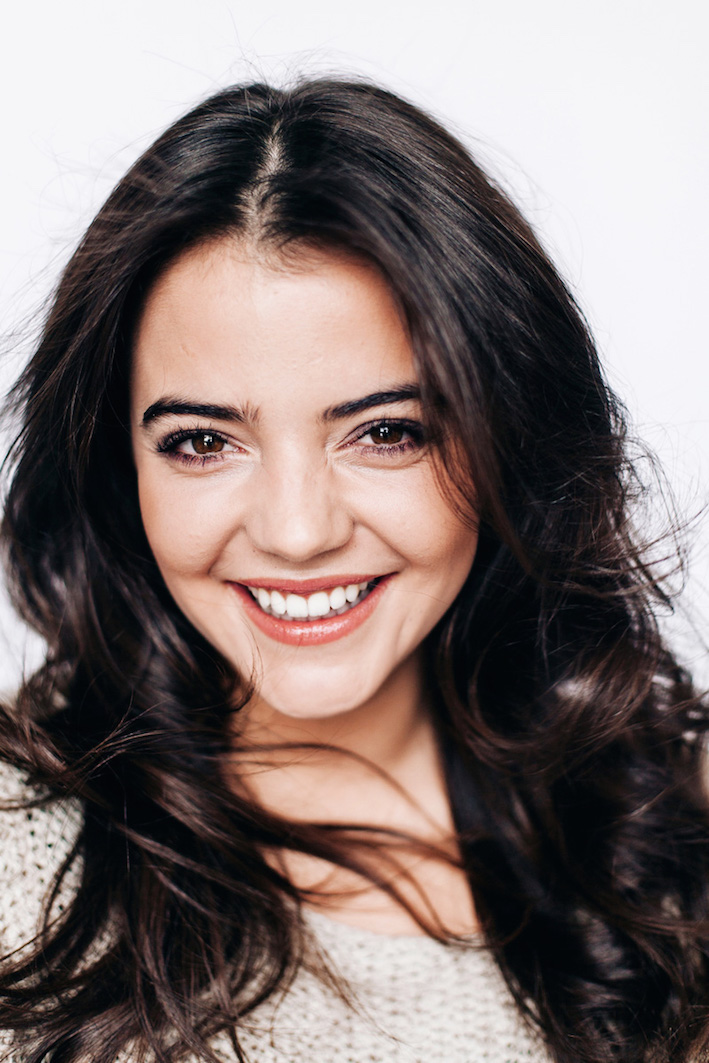
Katarzyna Ucherska

- Katarzyna Dąbrowska
- Maja Ostaszewska
- Aleksandra Popławska
- Agnieszka Sienkiewicz
- Katarzyna Ucherska

### Aktor

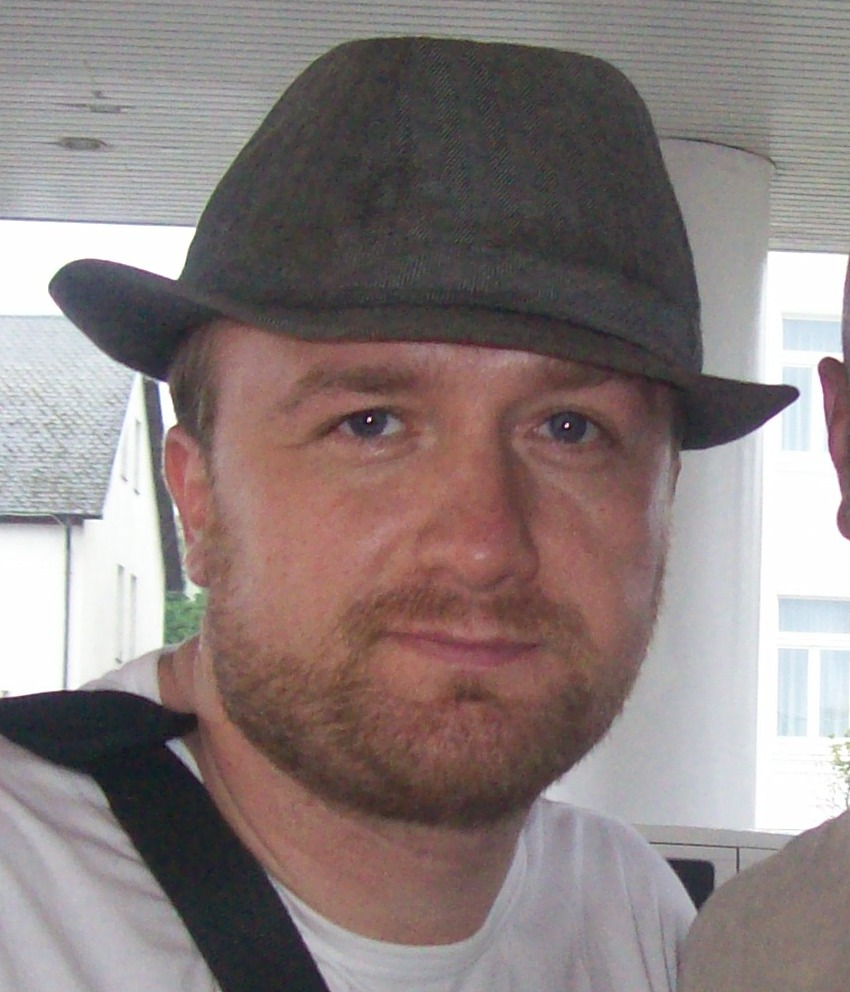
Bartłomiej Kasprzykowski
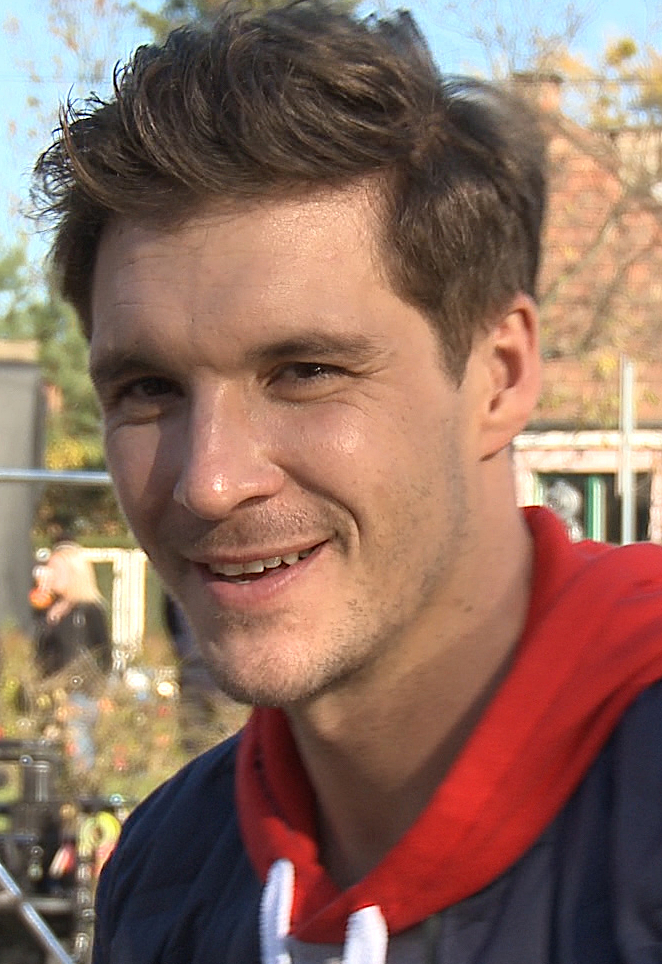
Mikołaj Roznerski
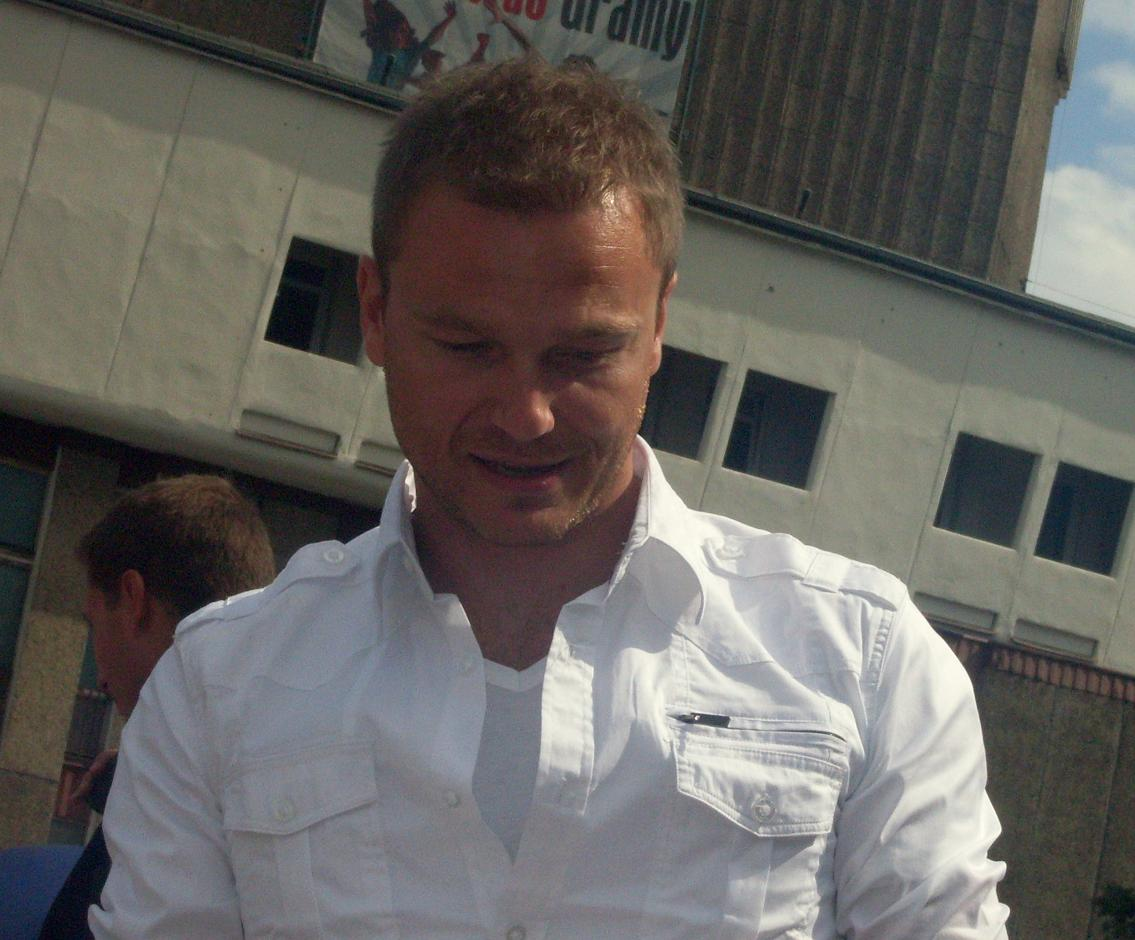
Krystian Wieczorek
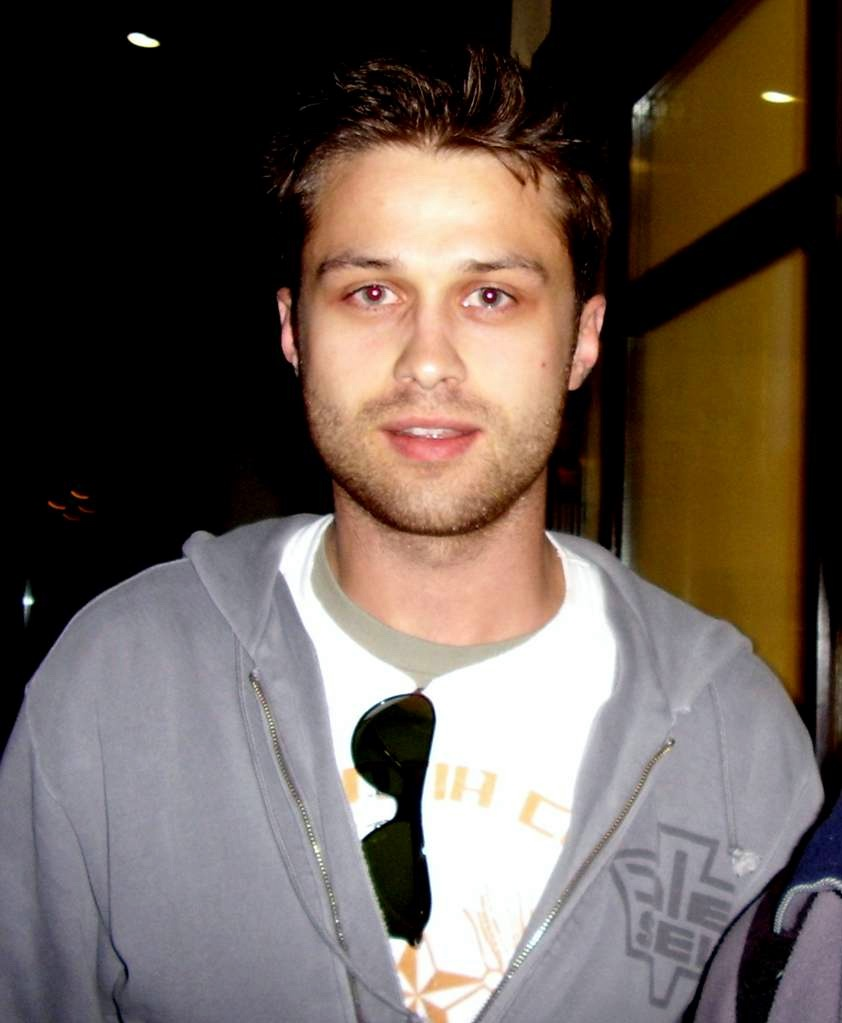
Maciej Zakościelny
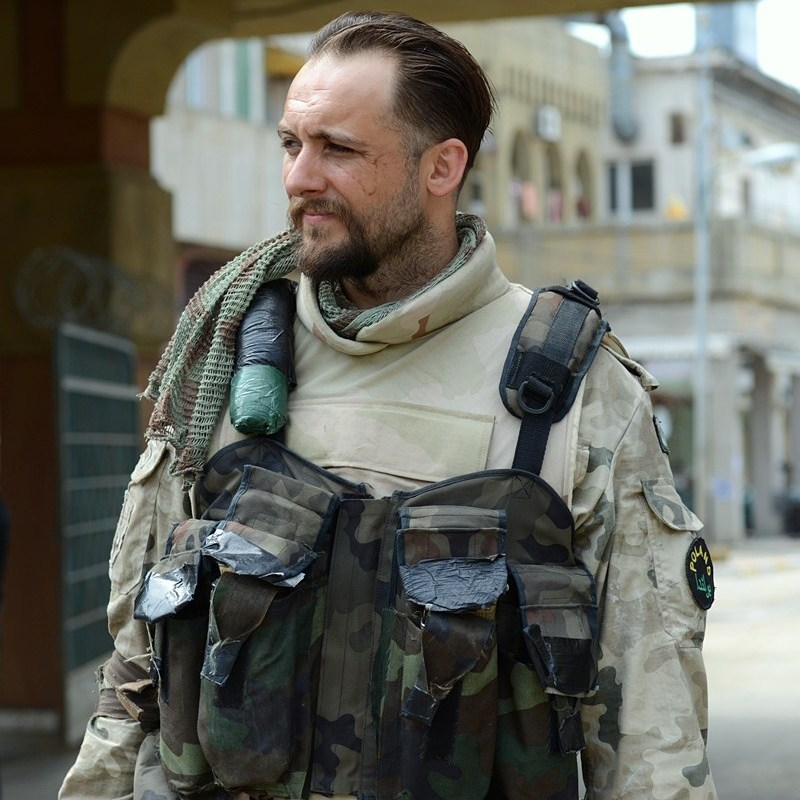
Michał Żurawski

- Bartłomiej Kasprzykowski
- Mikołaj Roznerski
- Krystian Wieczorek
- Maciej Zakościelny
- Michał Żurawski

### Serial
- Diagnoza
- Dziewczyny ze Lwowa
- Ojciec Mateusz
- Przyjaciółki
- Rodzinka.pl

### Osobowość telewizyjna

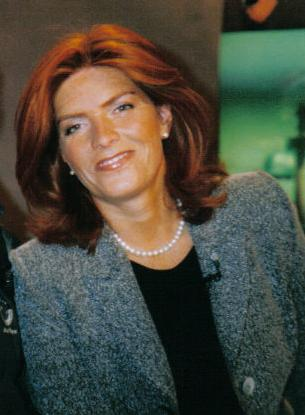
Katarzyna Dowbor
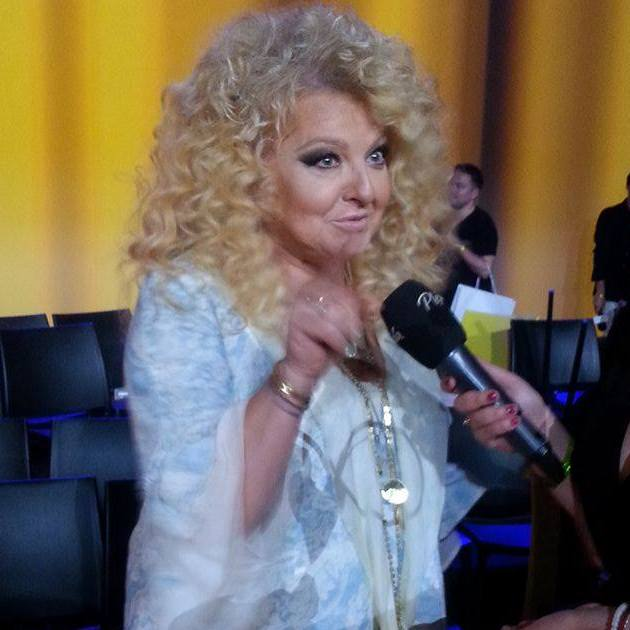
Magda Gessler
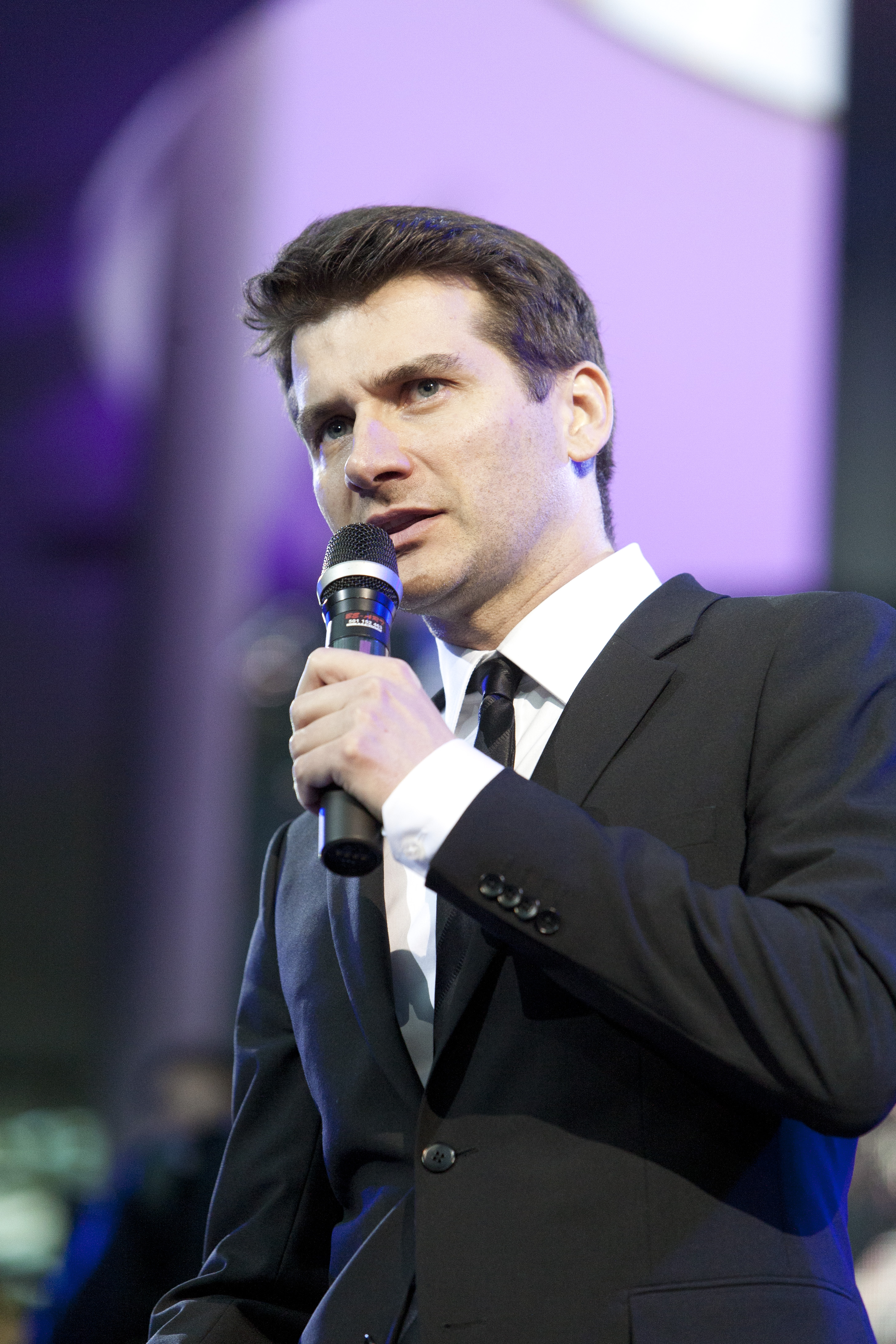
Tomasz Kammel
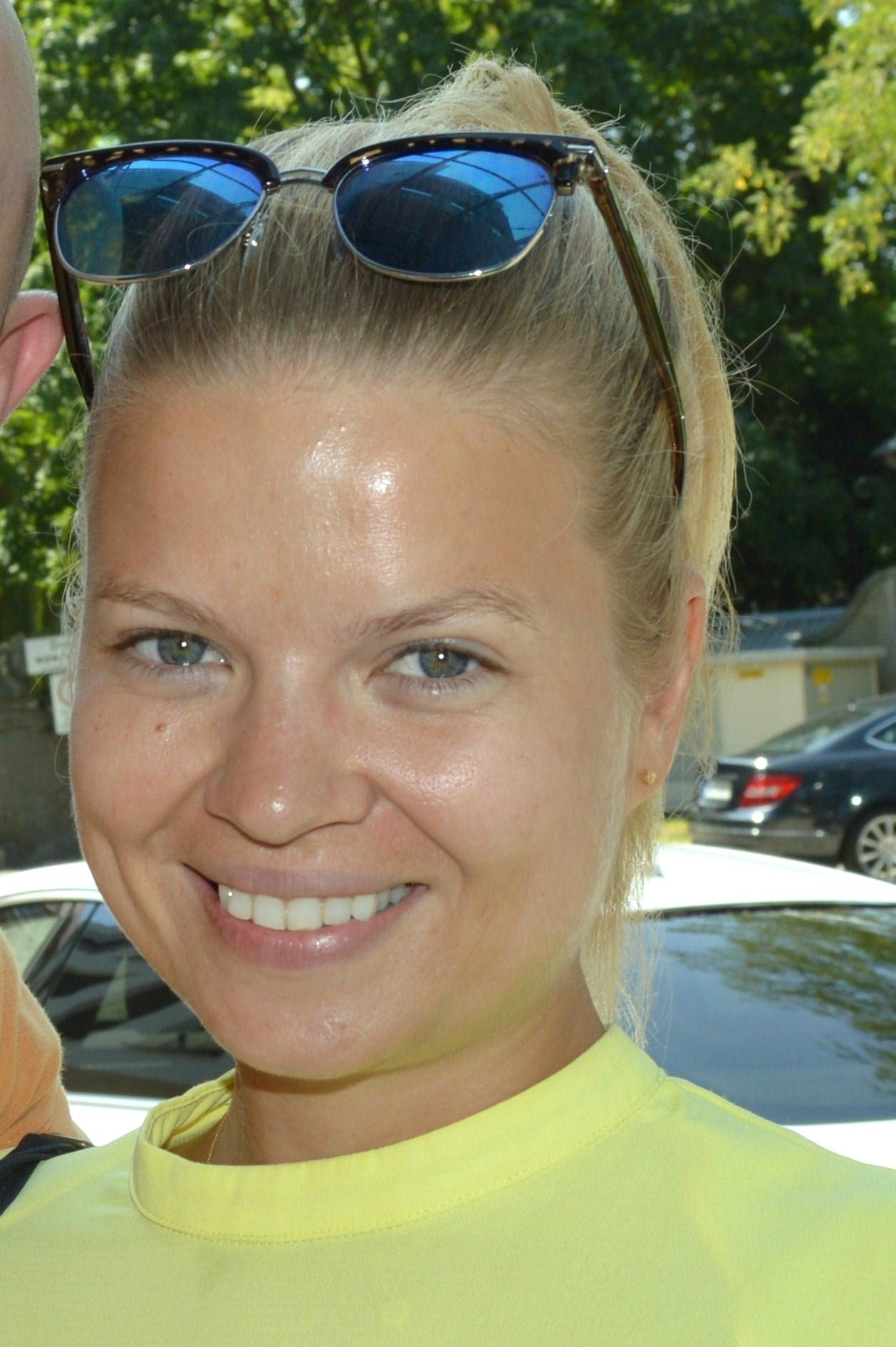
Marta Manowska
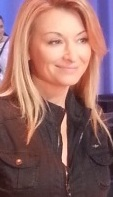
Martyna Wojciechowska

- Katarzyna Dowbor
- Magda Gessler
- Tomasz Kammel
- Marta Manowska
- Martyna Wojciechowska

### Prezenter informacji

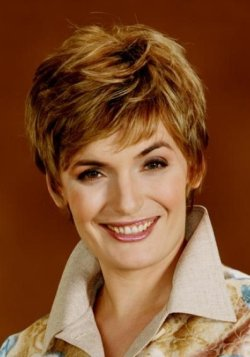
Dorota Gawryluk
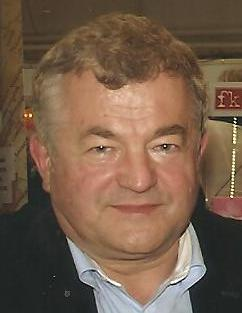
Jarosław Gugała
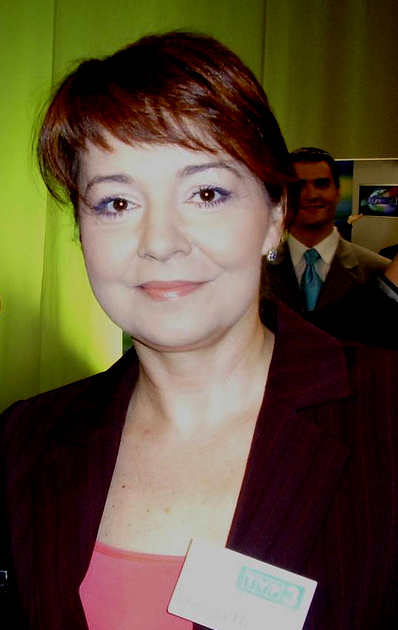
Danuta Holecka
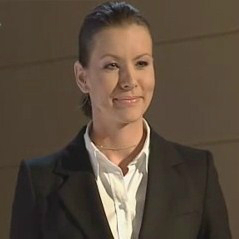
Anita Werner
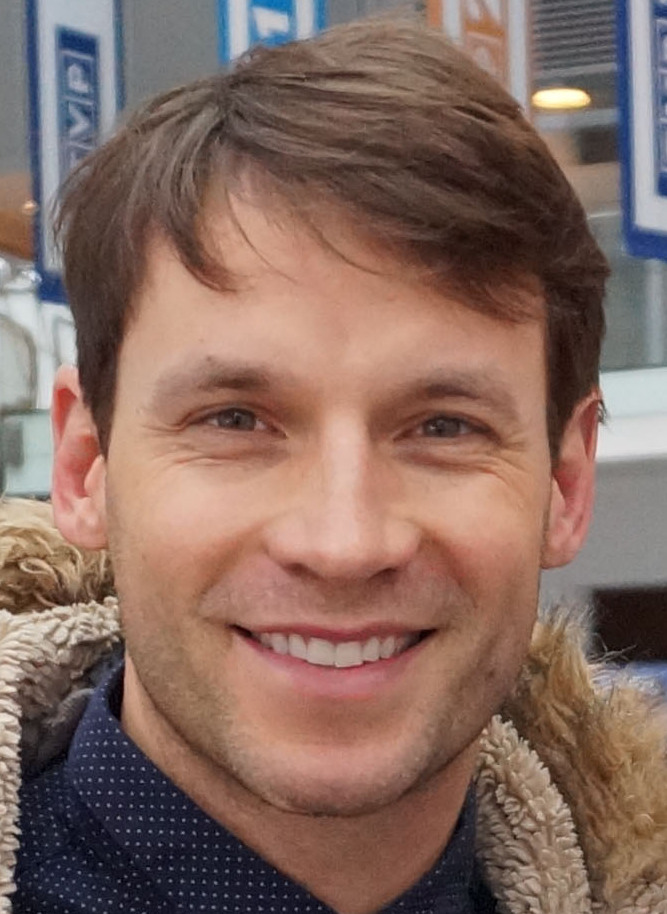
Tomasz Wolny

- Dorota Gawryluk
- Jarosław Gugała
- Danuta Holecka
- Anita Werner
- Tomasz Wolny

### Prezenter pogody

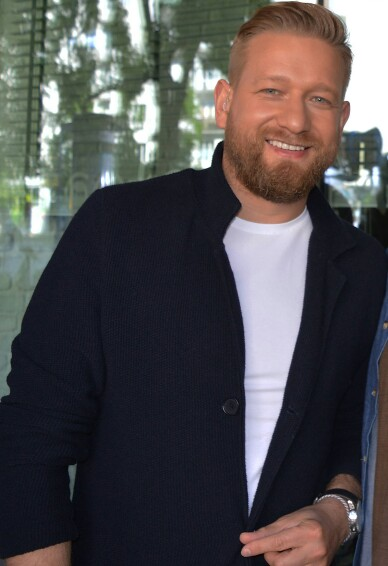
Bartłomiej Jędrzejak
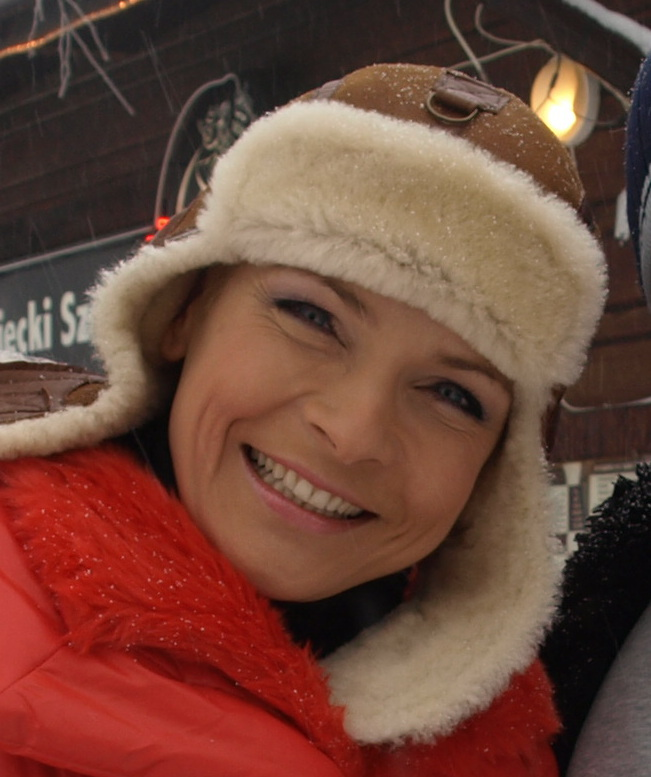
Aleksandra Kostka
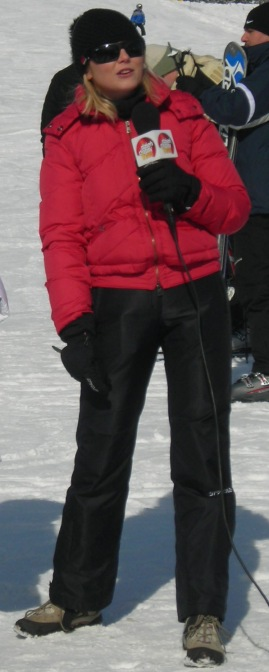
Maja Popielarska
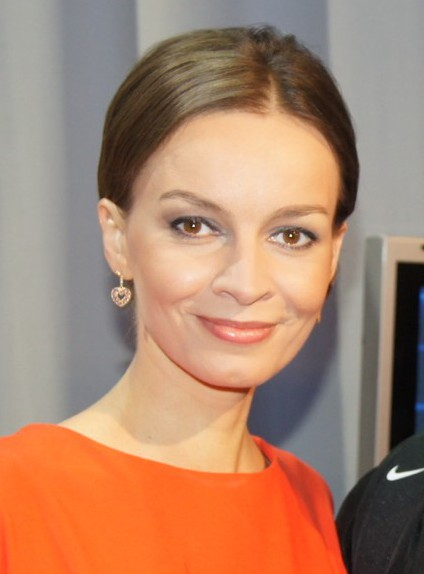
Marzena Słupkowska
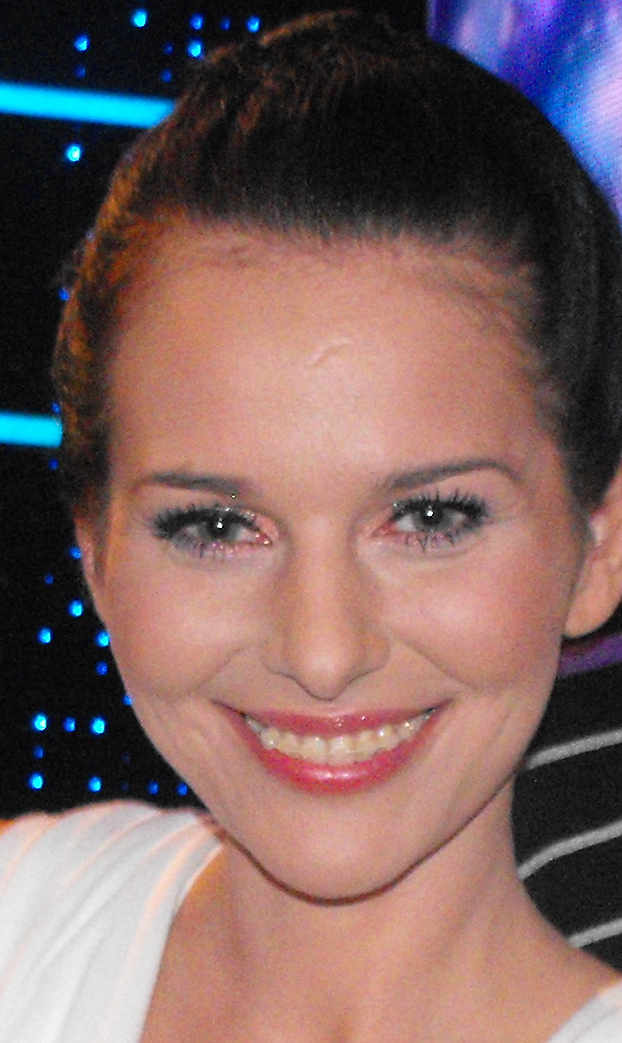
Paulina Sykut-Jeżyna

- Bartłomiej Jędrzejak
- Aleksandra Kostka
- Maja Popielarska
- Marzena Słupkowska
- Paulina Sykut-Jeżyna

### Komentator sportowy

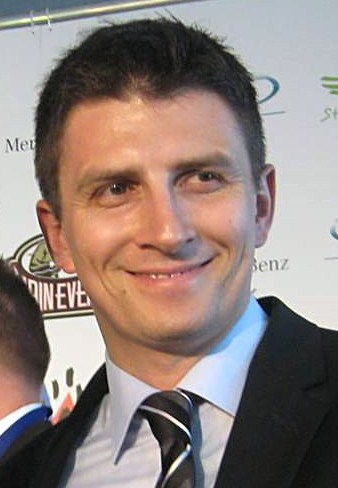
Mateusz Borek
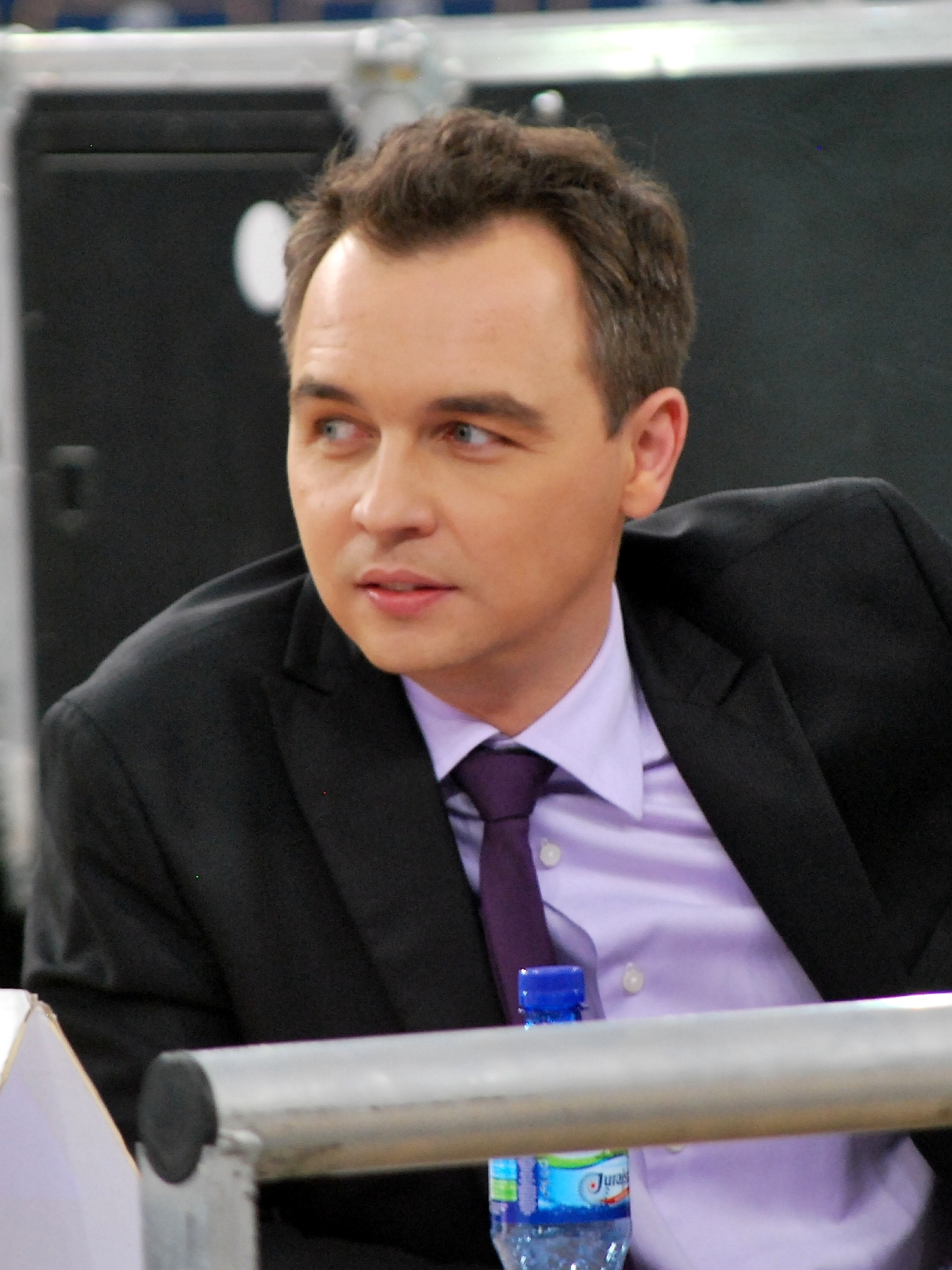
Jerzy Mielewski
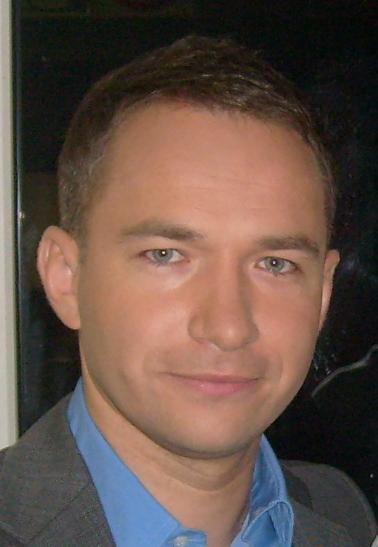
Rafał Patyra
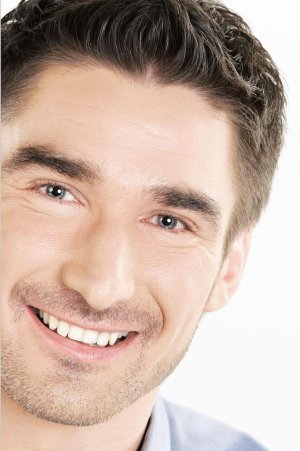
Sergiusz Ryczel
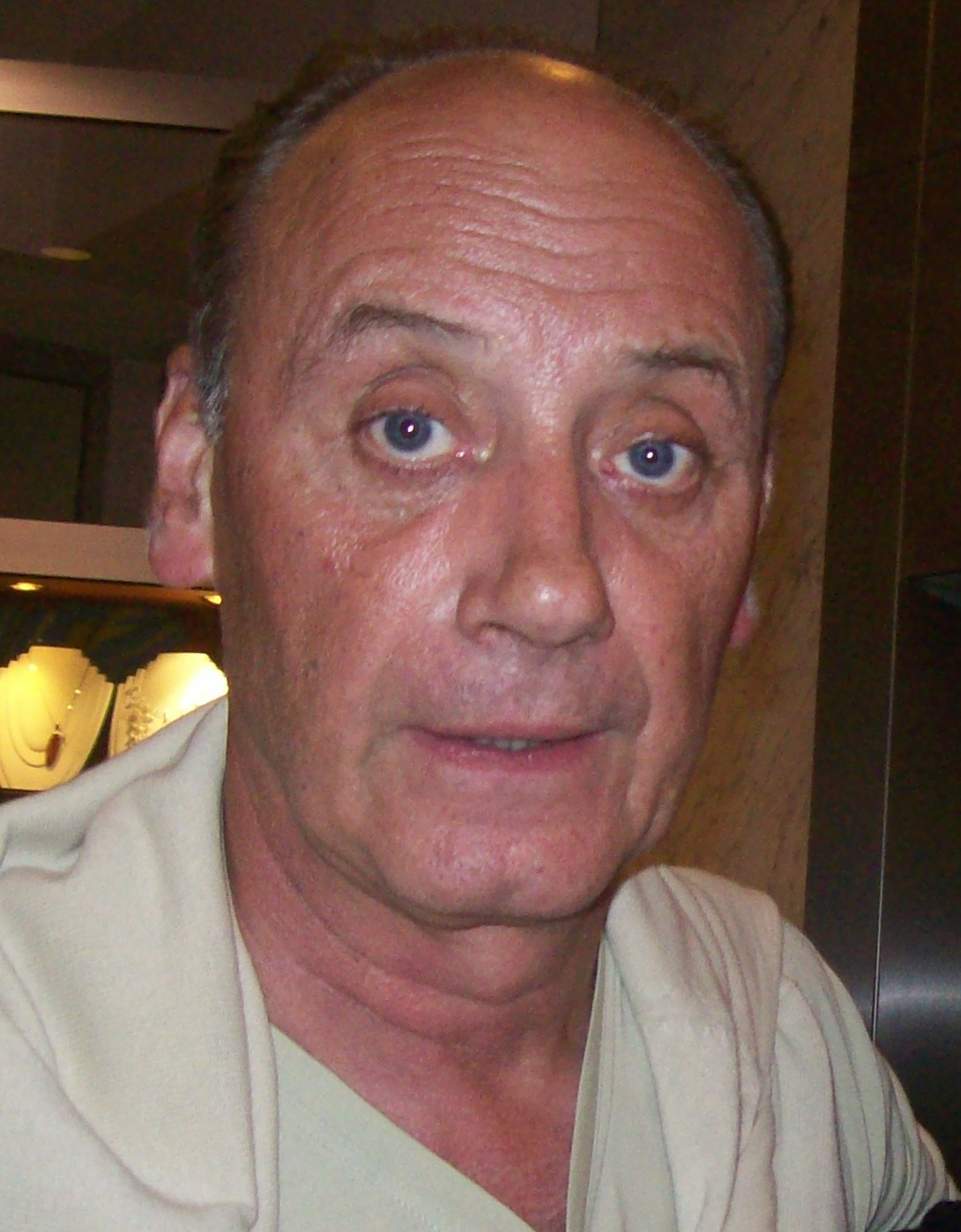
Dariusz Szpakowski

- Mateusz Borek
- Jerzy Mielewski
- Rafał Patyra
- Sergiusz Ryczel
- Dariusz Szpakowski

### Juror
- Tomasz „Tomson” Lach i Aleksander „Baron” Milwiw-Baron
- Agustin Egurrola
- Rafał Maślak
- Michał Szpak
- Małgorzata Walewska

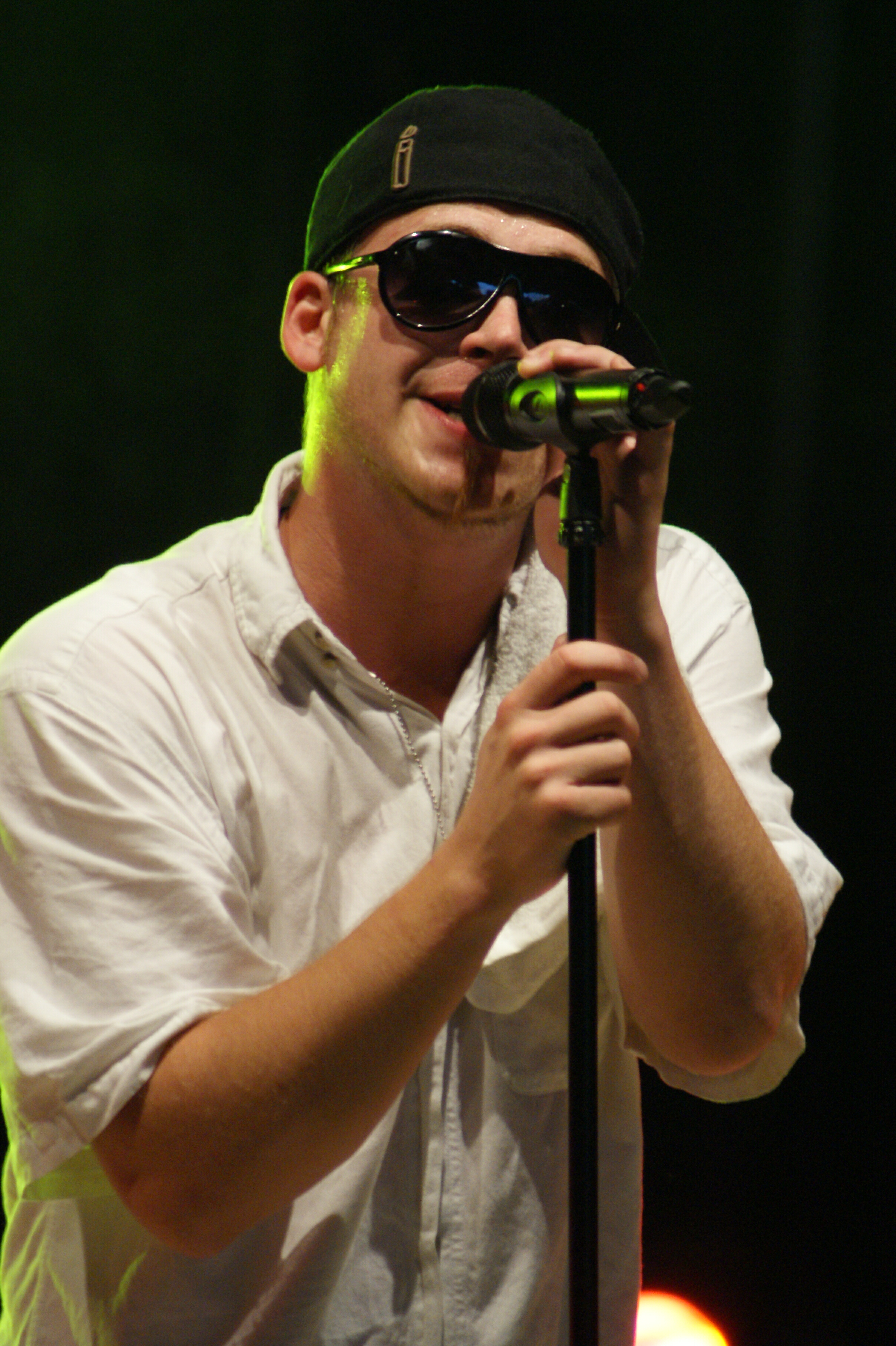
Tomasz „Tomson” Lach
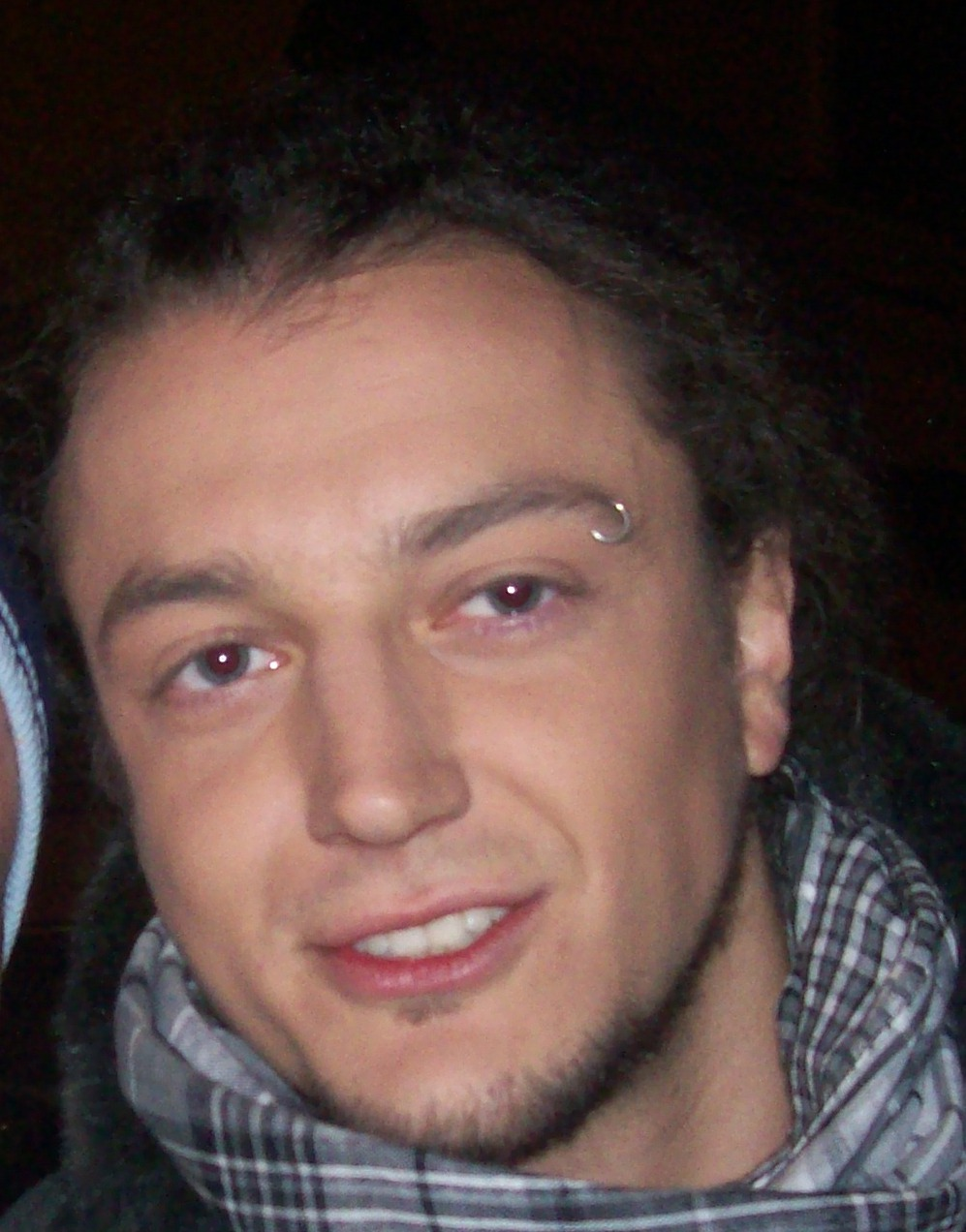
Aleksander „Baron” Milwiw-Baron
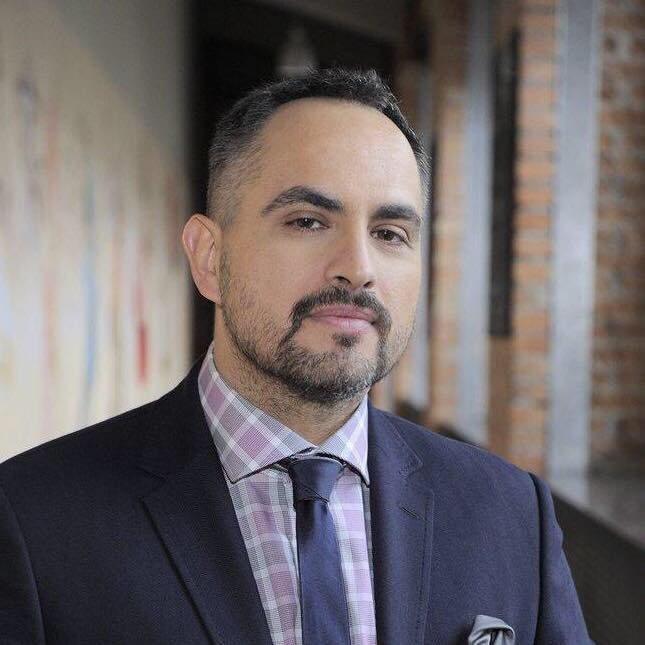
Agustin Egurrola
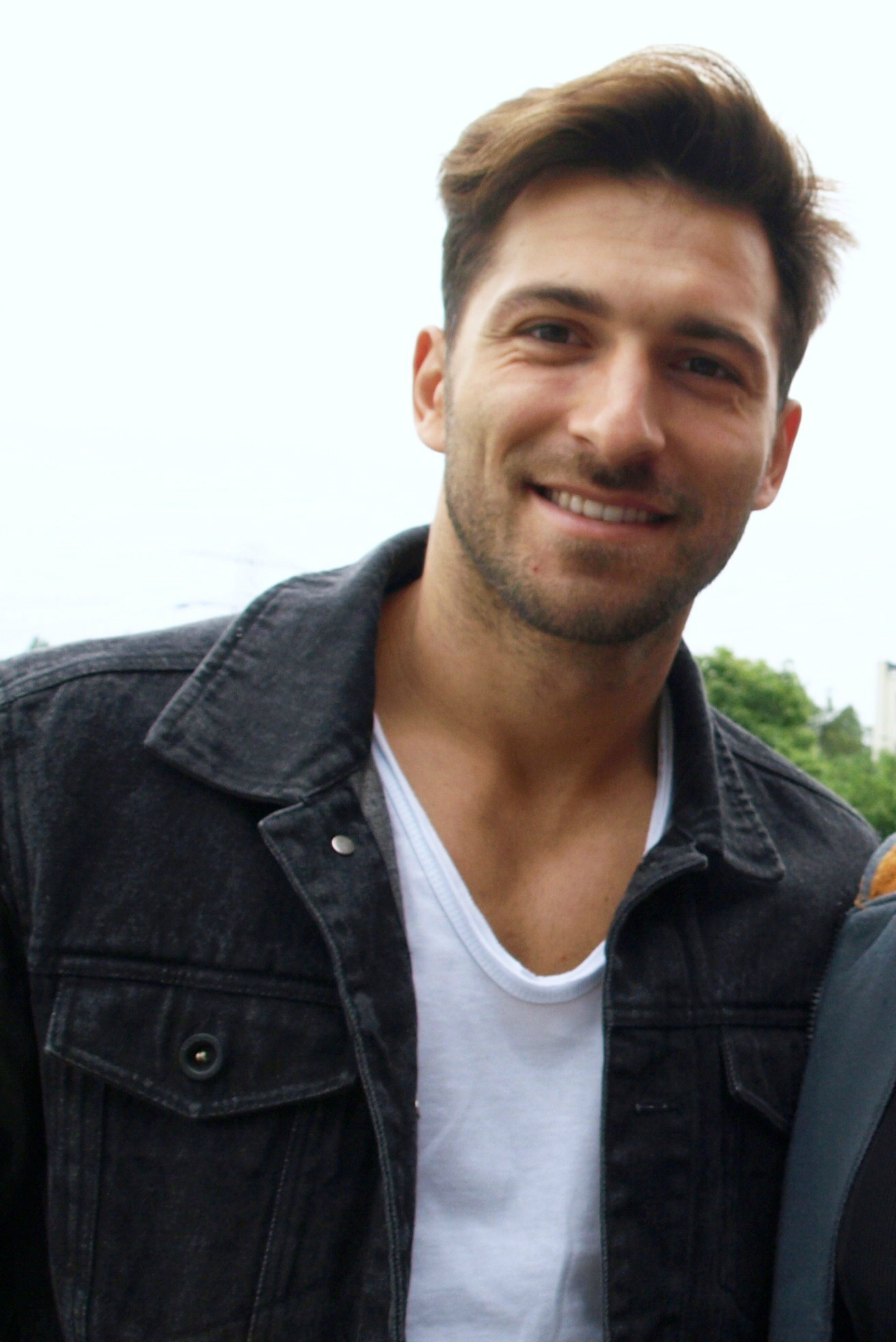
Rafał Maślak
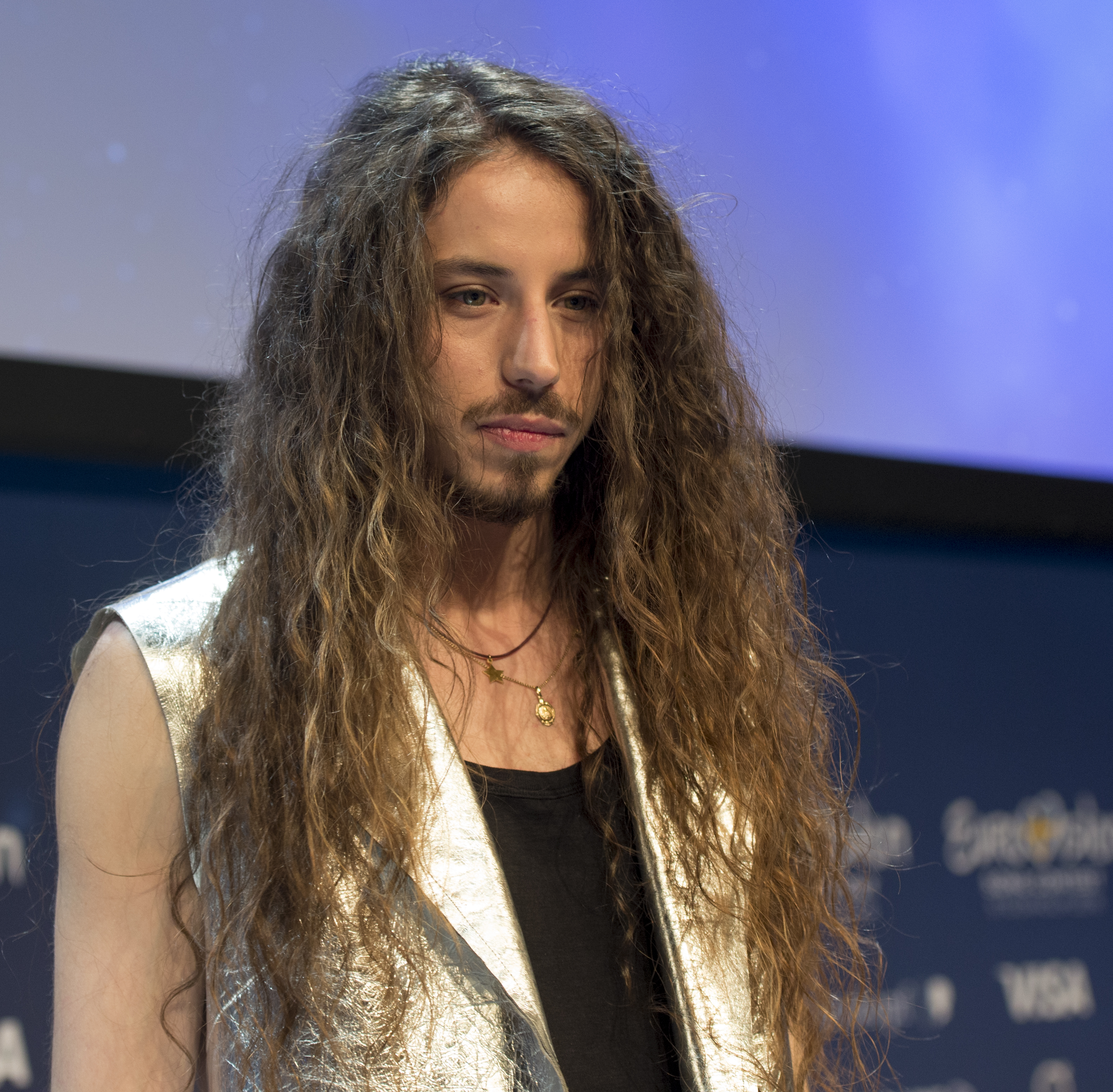
Michał Szpak
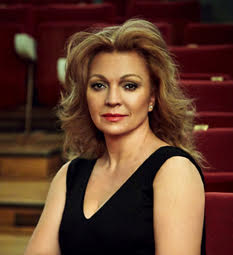
Małgorzata Walewska

### Program rozrywkowy
- Azja Express

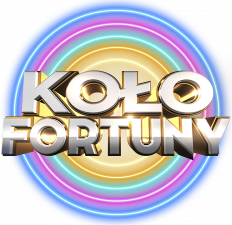
Koło Fortuny
- Rolnik szuka żony
- The Wall. Wygraj marzenia
- Twoja twarz brzmi znajomo

- Koło Fortuny

### Serial fabularno-paradokumentalny
- 19+
- Komisariat
- Lombard. Życie pod zastaw
- Młodzi lekarze
- Policjantki i policjanci

### Nadzieja telewizji

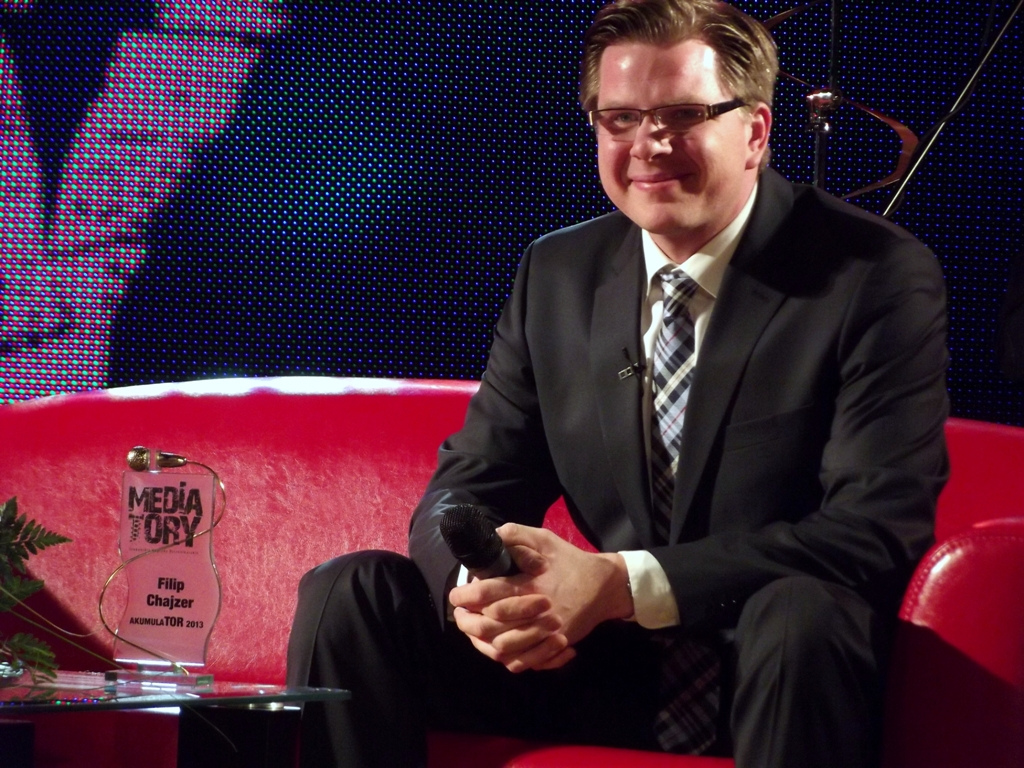
Filip Chajzer
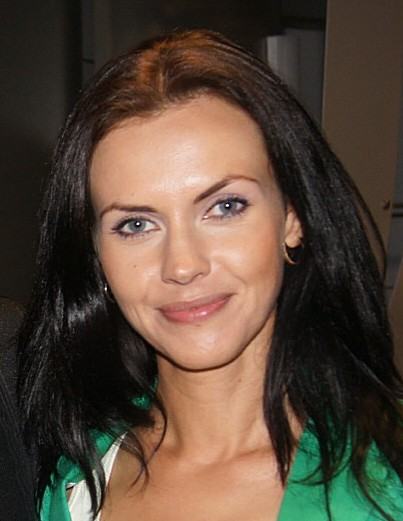
Sylwia Dekiert
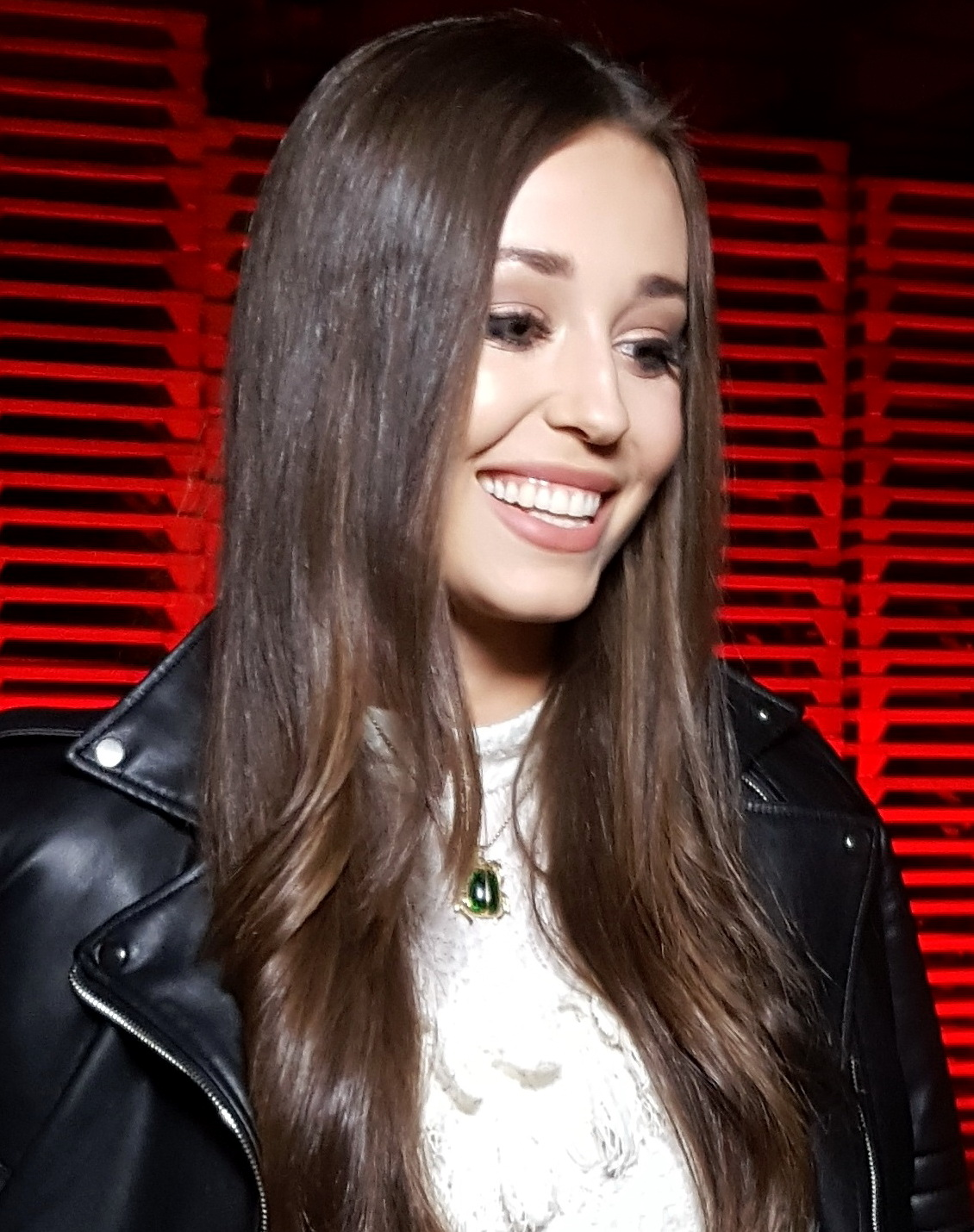
Izabella Krzan
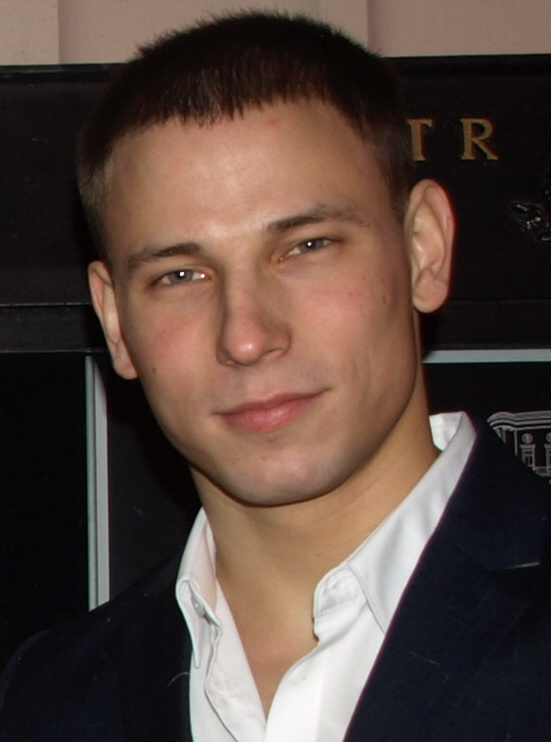
Józef Pawłowski
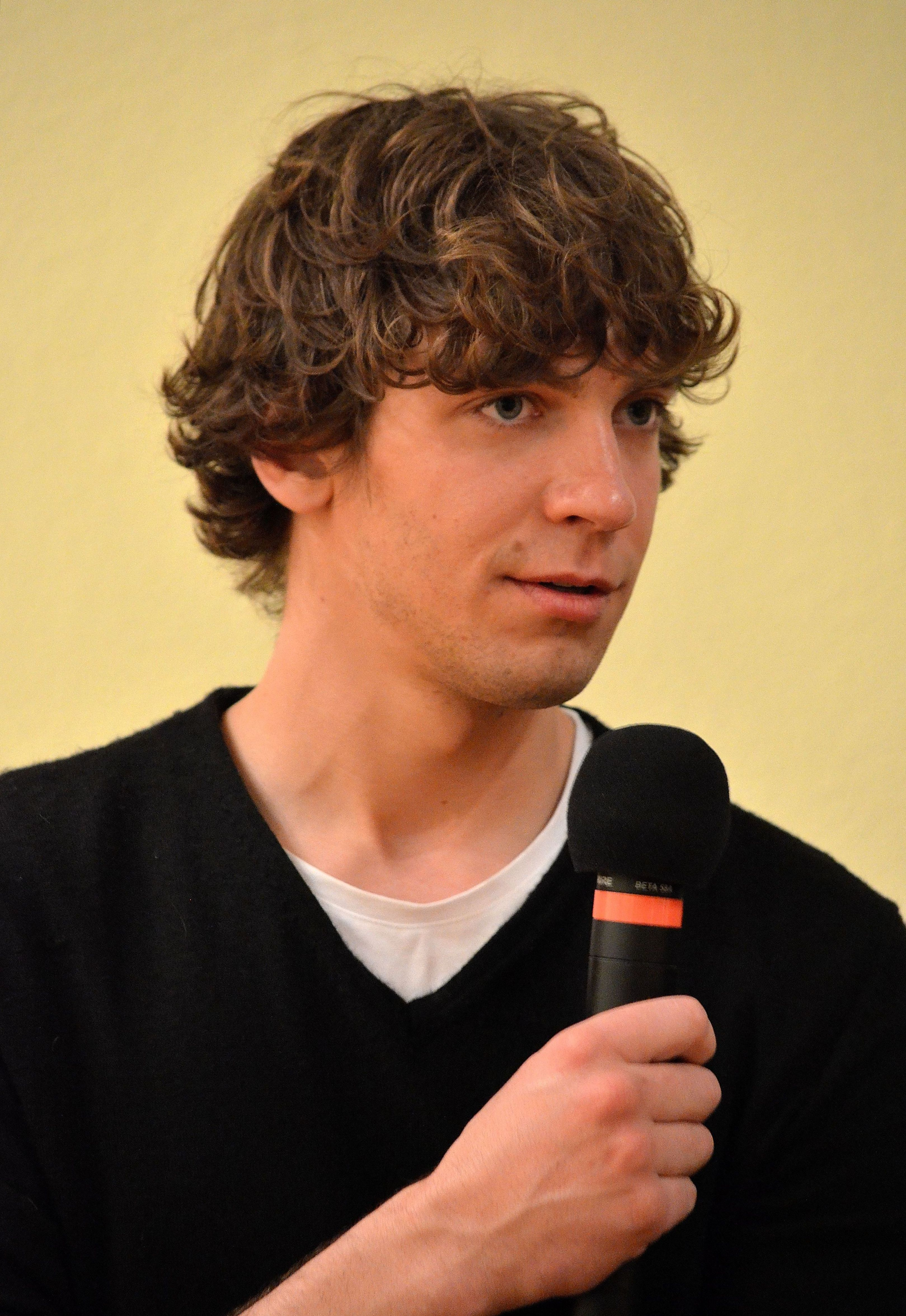
Kamil Szeptycki

- Filip Chajzer
- Sylwia Dekiert
- Izabella Krzan
- Józef Pawłowski
- Kamil Szeptycki

## Złota Telekamera

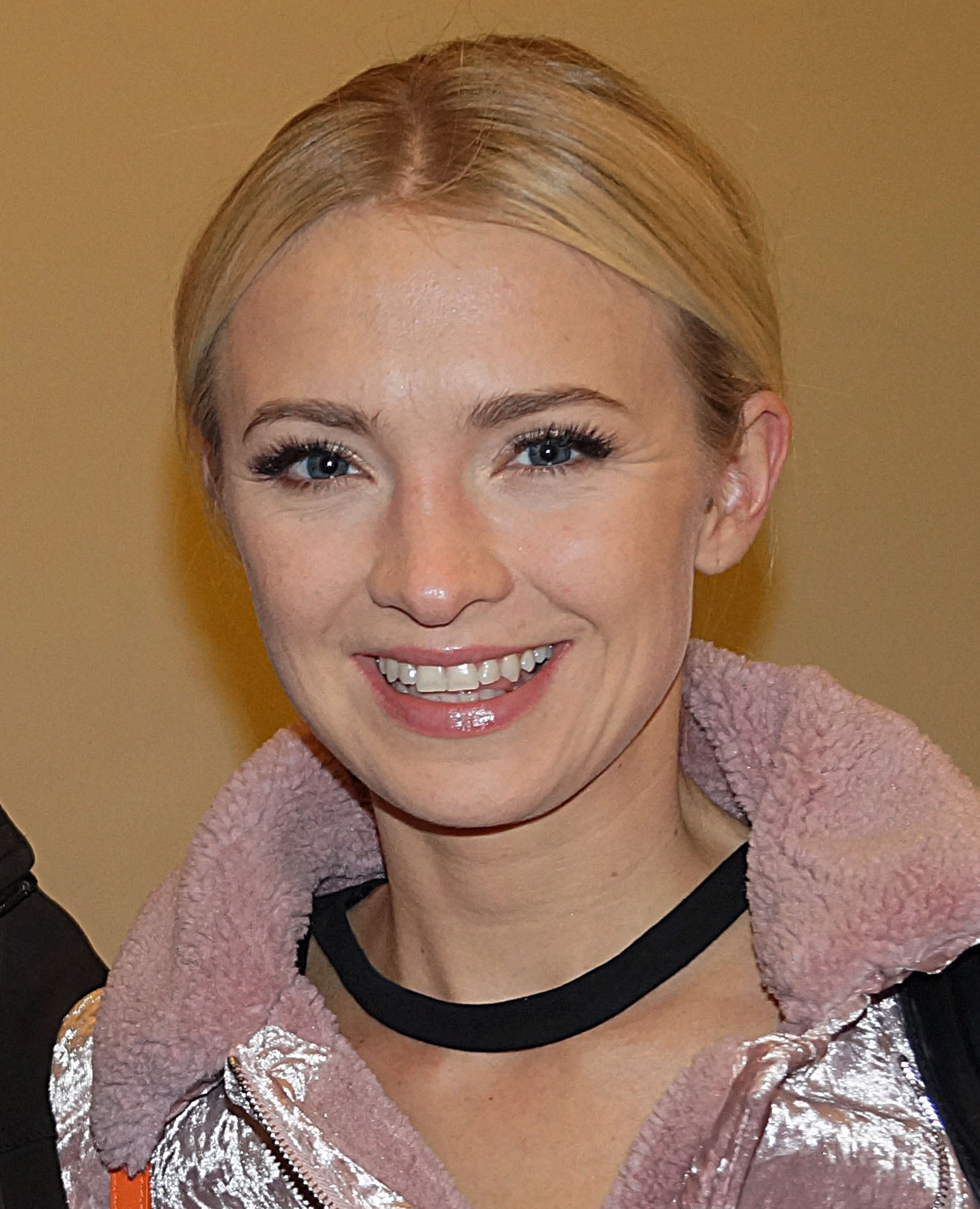
Barbara Kurdej-Szatan
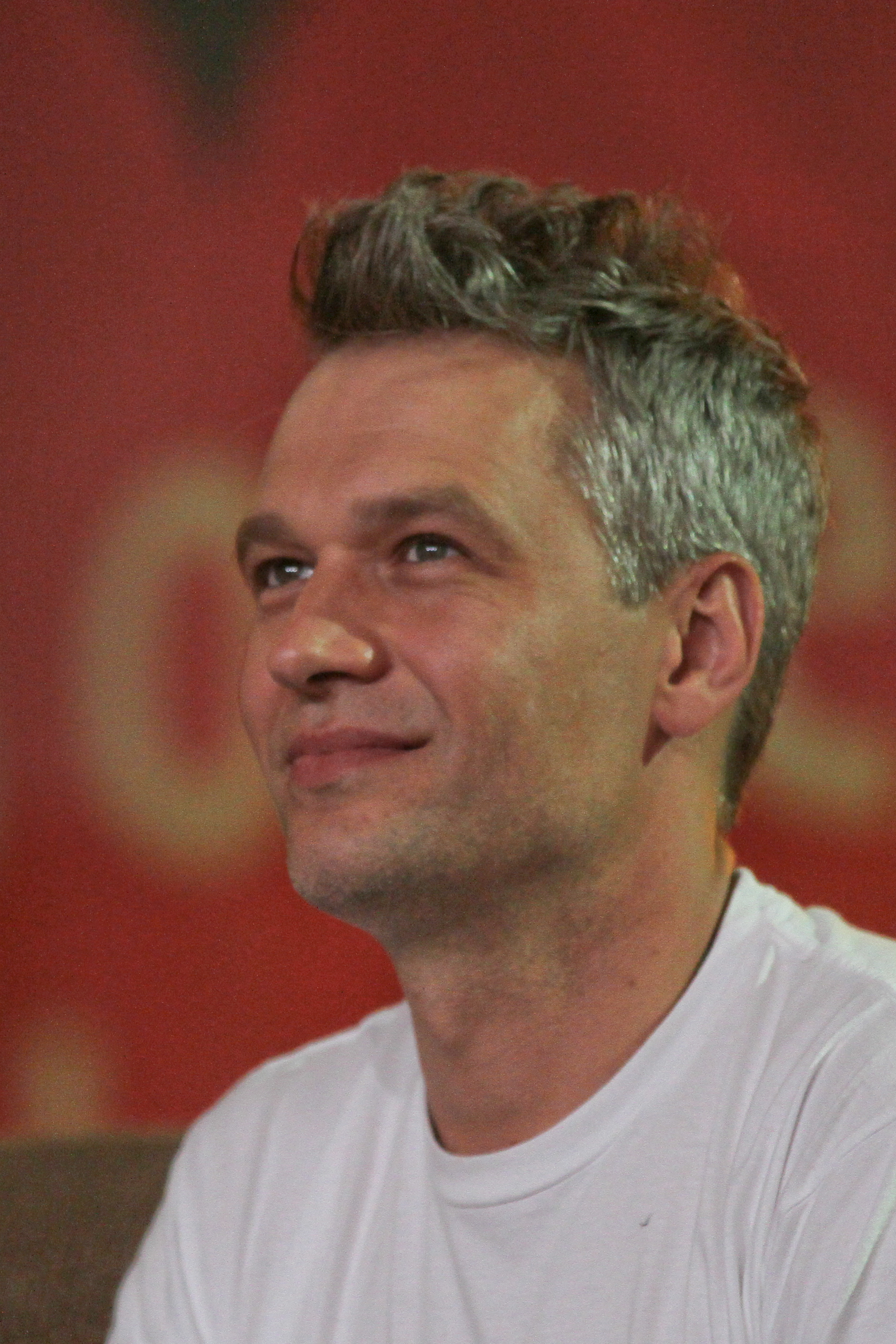
Michał Żebrowski
- Na sygnale

- Barbara Kurdej-Szatan
- Michał Żebrowski